# Anaspis rufa
Anaspis rufa är en skalbaggsart som beskrevs av Thomas Say 1826. Anaspis rufa ingår i släktet Anaspis och familjen ristbaggar. Inga underarter finns listade i Catalogue of Life.